# Claude Gruffat
Claude Gruffat (* 13. September 1957 in Rumilly, Haute-Savoie) ist ein französischer Lebensmittelhändler und Politiker (Europe Écologie-Les Verts). Seit Februar 2020 ist er Mitglied des Europäischen Parlaments als Teil der Fraktion Die Grünen/Europäische Freie Allianz.

## Leben

### Berufliche Karriere
Claude Gruffat wurde am 13. September 1957 in der Gemeinde Rumilly (Haute-Savoie) als Sohn eines Landwirts geboren. Nach seiner Schulausbildung absolvierte Gruffat ein BTS-Fachdiplom im Bereich Management mit dem Ansinn den Milchviehbetrieb des Vaters zu übernehmen, was jedoch scheiterte. Anschließend war er zunächst als landwirtschaftlicher Berater für verschiedene Industrieverbänden tätig.
Ab 1983 arbeitete Gruffat für eine Bio-Einkaufsgruppe in Blois, die er von 1992 bis 1995 als Geschäftsführer leitete. 1993 eröffnete er parallel ein eigenes Bio-Lebensmittelgeschäft. 1997 trat Gruffat der Genossenschaft Biocoop bei, die sich auf den Vertrieb von Bioprodukten spezialisiert hatte. Von 2004 bis 2019 leitete er die Genossenschaft, im März 2019 gab er seine Position auf, um in die Politik zu wechseln.

### Politik
2019 beteiligte er sich an politischen Aktivitäten der französischen grünen Partei Europe Écologie-Les Verts. 
Im gleichen Jahr nominierte die Partei ihn als parteilosen für die Wahlliste der Europawahl 2019. Er erhielt Platz 13 auf der gemeinsamen Liste von Europe Écologie-Les Verts (EELV), Alliance écologiste indépendante (AEI) sowie Régions et peuples solidaires. Die gemeinsame Liste gewann 13,43 Prozent und damit 13 der 79 französischen Mandate, darunter auch Gruffat. Das 13. Mandat jedoch, das von Gruffat, konnte aufgrund einer Sitzumverteilung erst nach dem Austritts des Vereinigten Königreichs aus der Europäischen Union in Anspruch genommen werden. 
Nachdem der Austritt am 31. Januar 2020 vollzogen wurde, konnte Gruffat sein Mandat am 1. Februar 2020 antreten. Er trat der Fraktion der Grünen/EFA bei, für die Fraktion ist er Mitglied im Ausschuss für Wirtschaft und Währung. Des Weiteren ist er stellvertretendes Mitglied im Ausschuss für Binnenmarkt und Verbraucherschutz sowie im Ausschuss für Landwirtschaft und ländliche Entwicklung.
In einem Beitrag der Libération äußerte Gruffat seine politischen Ambitionen im Europäischen Parlament: Eine bessere Lebensmittelkennzeichnung und Vermeidung von Pestiziden in der Lebensmittelproduktion.

### Privat
Gruffat ist verheiratet und hat vier Kinder.